# Seznam chráněných území v okrese Kutná Hora
Toto je seznam chráněných území v okrese Kutná Hora aktuální k roku 2016, ve kterém jsou uvedena chráněná území v oblasti okresu Kutná Hora.
| Kód  | Obrázek                                         | Typ | Název                | Rozloha (ha) | Galerie Commons                                                              | Popis území | Souřadnice                       |
| ---- | ----------------------------------------------- | --- | -------------------- | ------------ | ---------------------------------------------------------------------------- | --- | -------------------------------- |
| 2130 | Jánský potok                                    | PP  | Jánský potok         | 4,24         | Kategorie „PP_Jánský_potok“ na Wikimedia Commons                             | Soubor vodních a lučních ekosystémů s výskytem významných a zvláště chráněných druhů rostlin a živočichů                                       | 49°47′10″ s. š., 15°20′18″ v. d. |
| 5939 | Novodvorská alej v PP Kačina                    | PP  | Kačina               | 197,2        | Kategorie „PP Kačina“ na Wikimedia Commons                                   | Ochrana řady vzácných živočichů (mj. páchník hnědý) na území rozsáhlého zámeckého parku                                                        | 49°58′57″ s. š., 15°20′12″ v. d. |
| 154  | Kamajka                                         | PP  | Kamajka              | 0,01         | Kategorie „Kamajka“ na Wikimedia Commons                                     | Naleziště zkamenělin mořských živočichů ze svrchní křídy                                                                                       | 49°57′46″ s. š., 15°22′19″ v. d. |
| 161  | Kaňk                                            | NPP | Kaňk                 | 0,53         | Kategorie „NPP Kaňk“ na Wikimedia Commons                                    | Klasická paleontologická lokalita | 49°58′9″ s. š., 15°17′19″ v. d.  |
| 949  |                                                 | PR  | Lhotecké stráně      | 13,63        | Kategorie „Lhotecké stráně“ na Wikimedia Commons                             | Vřesoviště s výskytem vstavače kukačky | 49°52′59″ s. š., 15°17′37″ v. d. |
| 6243 | Labiště jižně od Lžovic                         | PP  | Lžovické tůně        | 67,15        | Kategorie „Lžovické tůně“ na Wikimedia Commons                               | Fragmenty ekosystémů labské nivy | 50°1′51″ s. š., 15°19′44″ v. d.  |
| 2140 |                                                 | PP  | Na černé rudě        | 0,95         | Kategorie „Na černé rudě“ na Wikimedia Commons                               | Podzemní prostory opuštěného magnetitového dolu představující velmi významné zimoviště netopýrů                                                | 49°55′29″ s. š., 15°13′31″ v. d. |
| 2169 | Popis obrazku                                   | PR  | Na hornické          | 42,15        | Kategorie „Na hornické“ na Wikimedia Commons                                 | Soubor společenstev lužního lesa, vodní a mokřadní společenstva zarůstajících tůní a mrtvých ramen a společenstva střídavě vlhkých nivních luk | 50°1′12″ s. š., 15°19′57″ v. d.  |
| 6129 | PP Nový rybník u Kačiny v červnu 2022           | PP  | Nový rybník u Kačiny | 14,96        | Kategorie „Nový rybník u Kačiny“ na Wikimedia Commons                        | Populace kuňky obecné (Bombina bombina) | 49°58′10″ s. š., 15°20′52″ v. d. |
| 948  | Celkový pohled od jihozápadu                    | NPP | Rybníček u Hořan     | 2,01         | Kategorie „Rybníček_u_Hořan_(national_nature_monument)“ na Wikimedia Commons | Poslední lokalita rdestice hustolisté | 49°58′6″ s. š., 15°13′56″ v. d.  |
| 391  | Žehušická skalka v zimě                         | PP  | Skalka u Žehušic     | 0,67         | Kategorie „Žehušická skalka“ na Wikimedia Commons                            | Naleziště křídových zkamenělin | 49°58′31″ s. š., 15°23′37″ v. d. |
| 953  | Starkočský lom                                  | PP  | Starkočský lom       | 0,61         | Kategorie „Starkočský lom“ na Wikimedia Commons                              | Klasická mineralogická a paleontologická lokalita                                                                                              | 49°55′59″ s. š., 15°29′53″ v. d. |
| 719  | Rozkvetlé bledule na území památky              | PR  | Velká a Malá olšina  | 4,96         | Kategorie „Velká a Malá olšina“ na Wikimedia Commons                         | Starý olšový porost s hojným výskytem bledule jarní                                                                                            | 49°46′7″ s. š., 15°21′2″ v. d.   |
| 654  | Detail skalního odkryvu v PP Zbyslavská mozaika | PP  | Zbyslavská mozaika   | 0,52         | Kategorie „Zbyslavská mozaika“ na Wikimedia Commons                          | Kontakt rulového podkladu a slepenců svrchní křídy s hojnými zkamenělinami                                                                     | 49°56′37″ s. š., 15°28′30″ v. d. |
| 542  | Pohled na staré duby v Žehušické oboře          | PP  | Žehušická obora      | 242,30       | Kategorie „Žehušická obora“ na Wikimedia Commons                             | Komplex lesních porostů a luk se soliterními stromy, chov bílých jelenů                                                                        | 49°57′41″ s. š., 15°25′34″ v. d. |